# 楚德人
楚德人，是俄羅斯歴史上一個生活在愛沙尼亞、卡累利亞和俄羅斯西北的烏拉爾語系民族，可能是愛沙尼亞人和科米人始祖，也是向羅斯人納貢的民族。
他們最早出現在1100年僧侣聶斯托爾著作《往年紀事》，根據紀錄，1030年智者雅羅斯拉夫入侵他們國家並建立尤里耶夫城。
在科米人一些神話中提到楚德人，北楚德人可能是他們祖先。